# アラバマ・アンド・ガルフ・コースト鉄道

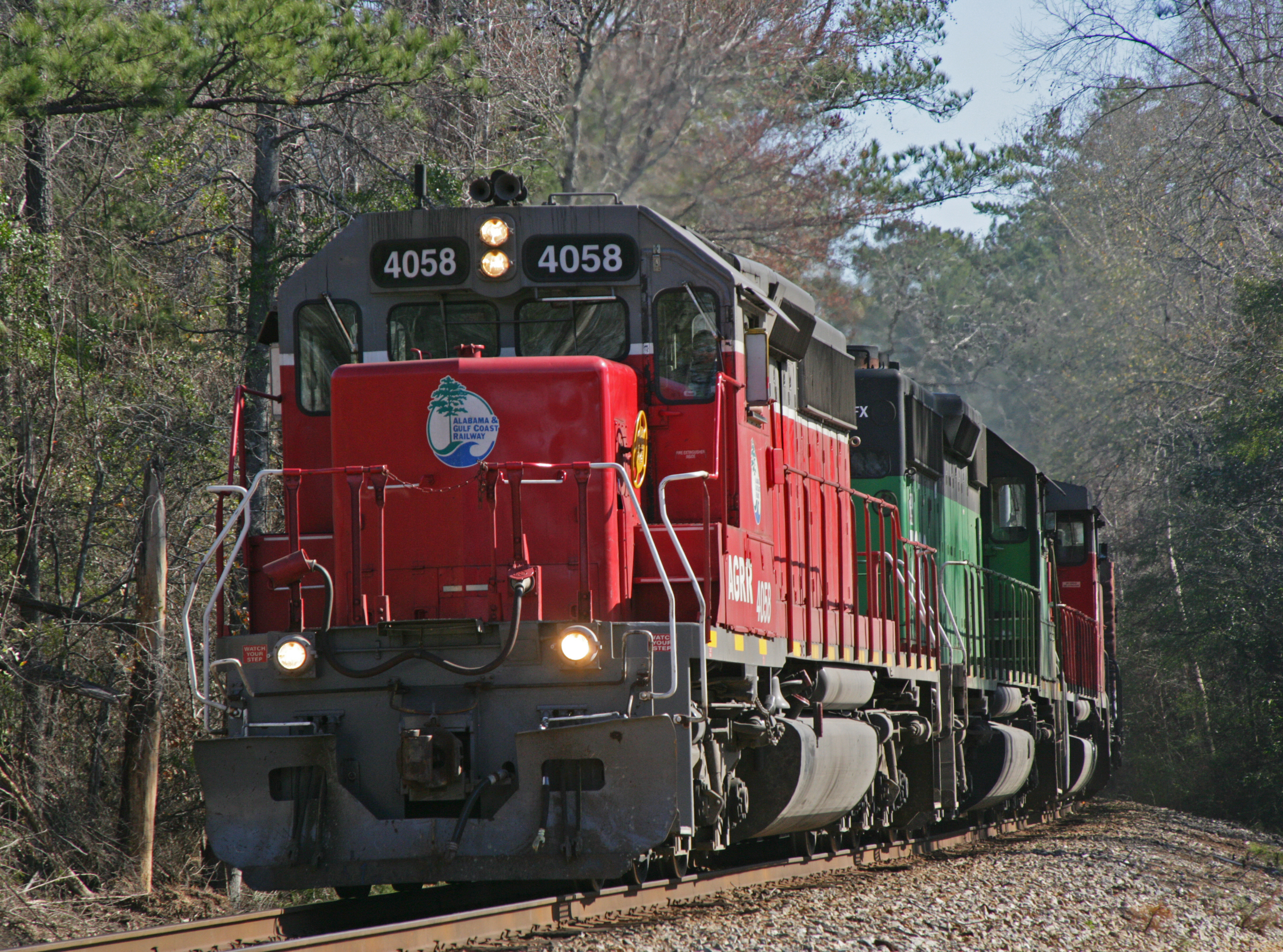
アラバマ&ガルフ・コースト鉄道の4058号ディーゼル機関車牽引列車

アラバマ・アンド・ガルフ・コースト鉄道（アラバマ・アンド・ガルフ・コーストてつどう、英語 Alabama and Gulf Coast Railway）（アメリカ鉄道協会の報告記号はAGR）は、レール・アメリカ社 (RailAmerica, Inc.) の所有するアメリカ合衆国の三級鉄道のひとつである。アラバマ州モンロービル (Monroeville) に本社を置いている。

## 概要
フロリダ州ペンサコーラ (Pensacola) の西にある輸出ターミナルから、北へミシシッピ州コロンバス (Columbus) まで、さらにBNSF鉄道の線路使用権を使ってミシシッピ州エーモリー (Amory) まで運行している。支線は、ノーフォーク・サザン鉄道の線路使用権を使ってアラバマ州キンブロー (Kimbrough) の西から南へアラバマ州モービル (Mobile) まで運行している。このうち、モービル付近では独立した線路を有している。路線は全て標準軌である。
他の鉄道会社との接続は以下の通り。
- ミシシッピ州エーモリー（BNSF鉄道）
- アラバマ州モービル（カナディアン・ナショナル鉄道）
- ミシシッピ州コロンバス（コロンバス・アンド・グリーンビル鉄道）
- アラバマ州モービル、アラバマ州リンデン (Linden)、フロリダ州キャントンメント (Cantonment)（CSXトランスポーテーション）
- ミシシッピ州コロンバス（ゴールデン・トライアングル鉄道）
- アラバマ州モービル、ミシシッピ州コロンバス（カンザス・シティ・サザン鉄道）
- アラバマ州リンデン（MアンドB鉄道）
- アラバマ州モービル、アラバマ州キンブロー、アラバマ州デモポリス (Demopolis)、アラバマ州ボリジー (Boligee)（ノーフォーク・サザン鉄道）
- アラバマ州モービル（アラバマ・ステート・ドックス・ターミナル鉄道）

## 歴史
ペンサコーラからキンブローまでの路線は、かつてBNSF鉄道が保有しており、1997年末にアラバマ・アンド・ガルフ・コースト鉄道に売却された。実際の運行は1997年9月22日から始まっている。同時に、アラバマ・アンド・ガルフ・コースト鉄道は、BNSF鉄道の路線上に線路使用権を獲得している。
BNSF鉄道もまた、現在アラバマ・アンド・ガルフ・コースト鉄道のキンブローまでの線路使用権を持っている。